# Marie Brand und die Dame im Spiel
Marie Brand und die Dame im Spiel ist die sechste Episode der deutschen Krimiserie Marie Brand. Der Fernsehfilm mit Mariele Millowitsch als Kriminalhauptkommissarin Marie Brand und Hinnerk Schönemann als Kriminalhauptkommissar Jürgen Simmel wurde am 14. April 2011 erstmals im ZDF ausgestrahlt.

## Handlung
Kommissarin Marie Brand und ihr Kollege Jürgen Simmel besuchen das Finale der Euro-Meisterschaft im Schach, bei dem der Favorit und Champion Wladimir Stirner gegen Robert Ehrenberg antritt. Stirner ist gelähmt, sitzt im Rollstuhl und verliert, nachdem sein Gegner gezielt seine Konzentration stört.
Etwas enttäuscht über die Niederlage ihres Schachidols begibt sich Marie Brand noch am gleichen Tag auf den Weg zur Hochzeit ihres Exmannes. Auf dem Rückweg bemerkt sie an einem Autobahnrastplatz, wie ein Mann einen schweren Plastiksack ins Gebüsch schleift. Als sie entdeckt, dass tatsächlich eine Leiche in dem Sack ist, wird sie von dem Unbekannten niedergeschlagen. Nachdem sie wieder zu sich kommt, ruft sie die Polizei und Simmel an. Bei dem Opfer handelt es sich offensichtlich um ein junges Callgirl, das für einen Begleitservice arbeitete. Ihr Vater ist der polizeibekannte Sex-Baron Bülow. Die Ermittler suchen ihn auf und erfahren, dass Amelies letzter Kunde ausgerechnet der Schachchampion Stirner gewesen ist. Brand befragt ihn und erhält zunächst einige zynische Antworten. Stirner gibt an, dass ihm jemand das Mädchen auf das Zimmer geschickt hätte, um ihn vor dem entscheidenden Spiel am nächsten Tag nervös zu machen. Daraufhin versuchen Brand und Simmel herauszufinden, wer Stirner das Callgirl geschickt hatte. In Frage kommen der neue Schachmeister Robert Ehrenberg und Stirners ehemaliger Sekundant Winkelmann, den er erst vor kurzem entlassen hatte. Da letzterer im Gegensatz zu Ehrenberg mit dem Wagen angereist ist, käme er als der Unbekannte vom Rastplatz in Frage. Bei einer Befragung der beiden kommen die Ermittler nicht so recht weiter, auch herrscht über das eigentliche Tatmotiv noch immer Unklarheit.
Nicht nur Kommissarin Brand, auch Amelies Vater will den Mörder seiner Tochter finden. Er hält Stirner für die Schlüsselfigur und bedroht ihn massiv. So erfährt er, dass Amelie an dem Abend auch bei Ehrenberg war und er der letzte gewesen sein dürfte, der sie lebend gesehen hat. Daraufhin entführt er Ehrenberg und macht ihm unmissverständlich klar, dass er ihn für schuldig am Tod seiner Tochter hält.
Winkelmann wird inzwischen in seinem ausgebrannten Wagen tot aufgefunden. Obwohl die Leiche stark verkohlt ist, können Faserspuren sichergestellt werden, die sehr wahrscheinlich von Robert Ehrenberg stammen. Jürgen Simmel will ihn aufsuchen und findet ihn im Solarium, wo Bülow ihn eingesperrt hat und er unter der Höhensonne fast verbrannt ist. Marie Brand erfährt in der Zwischenzeit von Stirners Assistentin, dass Winkelmann Amelie erschlagen hatte, weil sie ihn erpressen wollte. Sie hatte von Stirner erfahren, dass Winkelmann die Spielstrategie seines ehemaligen Chefs an Ehrenberg verraten hatte. Der wiederum musste befürchten, dass sein falsches Spiel herauskommen würde, nachdem Winkelmann die Nerven verloren hatte und sich der Polizei stellen wollte. Deshalb tötete er ihn. Der eigentliche Verursacher war jedoch Stirner, der ganz bewusst Amelie für seine Ziele ausgenutzt hatte. Stirner war nun seinen Konkurrenten und auch seinen Verräter los. Amelie war dabei das Bauernopfer.

## Hintergrund
Die Folge wurde von der Eyeworks Germany GmbH, Köln produziert und in Köln, am Bonner Bogen und Umgebung gedreht. In Italien wurde der Film am 2. August 2014 unter dem Titel Marie Brand e il gioco pericoloso ausgestrahlt.

## Rezeption

### Einschaltquoten
Der Fernsehfilm Marie Brand und die Dame im Spiel erreichte bei seiner Erstausstrahlung im ZDF am 14. April 2011 durchschnittlich 5,31 Millionen Zuschauer, was 16,9 Prozent des Marktanteils in Deutschland entsprach.

### Kritiken
Rainer Tittelbach von tittelbach.tv urteilt: „‚Marie Brand und die die Dame im Spiel‘ entwickelt ein bizarres Beziehungsgeflecht. Was die zwischenmenschlichen Geschichten angeht, besitzt der Zuschauer stets einen Informationsvorsprung, der ihm für den Krimifall allerdings wenig nützt […] Vordergründig bleibt der Fall zunächst undurchsichtig, ein wenig düster durch die verbiesterten Charaktere. Dagegen nimmt sich das, was Brand und Simmel miteinander treiben, wie ein offenes Buch aus. Ein offenes Buch, in das man gerne einen Blick wirft. Selten hat ein Buddy-Pärchen im deutschen TV-Krimi weniger genervt als dieses von Millowitsch und Schönemann. Zumindest in diesem Film nach dem in sich geschlossenen Drehbuch von André Georgi, das klug gebaut, fein reduziert und mehr als ein Whodunit ist.“
Die Kritiker der Fernsehzeitschrift TV Spielfilm geben den ‚Daumen nach oben‘ und meinen zu diesem Marie-Brand-Film: „Spaßiges Team, schillernde Charaktere, aber der Plot wirkt doch sehr konstruiert. Schade.“ Sie resümieren: „Nette Züge, aber nicht zwingend kombiniert.“
Torben Gebhardt bei Quotenmeter.de kommt zu dem Urteil: „Das Drehbuch ist … zwar nicht immer ganz so logisch, wie man es sich als Zuschauer gewünscht hätte und nach etwas mehr als der Hälfte der Sendezeit geht dem Ganzen deutlich die Luft aus, die Logik bleibt auf der Strecke. Am Ende ist es zu konstruiert, für ansprechende und kurzweilige Unterhaltung reicht es aber allemal, zumal auch die optische Komponente des Films sehr stimmig geraten ist. Größtenteils wurde in einem wahren Designtempel gedreht. Rot und grau dominieren im Farbenspiel. Am Ende ist alles in allem ein eher durchschnittlicher Krimi, allerdings mit einem überdurchschnittlichen Ermittler-Duo, das weiterhin Lust auf mehr macht und sich deutlich vom Rest der Krimilandschaft abzusetzen vermag.“